# (100830) 1998 HV9
(100830) 1998 HV9 es un asteroide perteneciente al cinturón de asteroides, región del sistema solar que se encuentra entre las órbitas de Marte y Júpiter, descubierto el 19 de abril de 1998 por el equipo del Spacewatch desde el Observatorio Nacional de Kitt Peak, Arizona, Estados Unidos.

## Designación y nombre
Designado provisionalmente como 1998 HV9. 

## Características orbitales
1998 HV9 está situado a una distancia media del Sol de 3,049 ua, pudiendo alejarse hasta 3,419 ua y acercarse hasta 2,679 ua. Su excentricidad es 0,121 y la inclinación orbital 4,567 grados. Emplea 1944,87 días en completar una órbita alrededor del Sol.

## Características físicas
La magnitud absoluta de 1998 HV9 es 14,9.